# Saison 2 de Krypton
Chronologie
Saison 1 de Krypton
Cet article présente le guide des épisodes de la seconde saison de la série télévisée américaine Krypton.

## Synopsis
Six mois après la victoire contre Brainiac et le sacrifice de Seg-El, le Général Zod est devenu le chef militaire de Krypton, remplaçant la dictature théocratique par une dictature militaire au but avoué de conquérir la galaxie. Mais alors qu'il tente de rassembler les ressources pour mettre sur pied sa flotte d'invasion, il fait face à un mouvement de résistance mené par Val-El depuis la lune Wegthor, lune minière d'où est extrait le stellarium, le carburant indispensable pour la propulsion interstellaire de ses vaisseaux de guerre. Par ailleurs, Seg-El, prisonnier de la Zone Fantôme, non seulement est manipulé par Brainiac pour le faire s'évader, mais voit en plus son propre esprit infecté par celui de son ennemi.

## Distribution
- Cameron Cuffe (en) (VF : Julien Allouf) : Seg-El, grand père de Superman
- Georgina Campbell (VF : Déborah Claude) : Lyta-Zod, Primus des Sagitaris, mère et second du Général Zod
- Shaun Sipos (VF : Valentin Merlet) : Adam Strange
- Wallis Day (VF : Dorothée Pousseo) : Nyssa-Vex, compagne de Seg
- Ian McElhinney (VF : Frédéric Cerdal) : Val-El, grand-père de Seg et chef de la Résistance
- Colin Salmon (VF : Frantz Confiac) : Général Zod, chef militaire de Krypton.
- Blake Ritson (VF : Laurent Morteau) : Brainiac
- Emmett J. Scanlan : Lobo, mercenaire
- Hannah Waddingham : Jax-Ur, second de Val-El
- Rasmus Hardiker (VF : Damien Witecka) : Kem, ami de Seg
- Ann Ogbomo (en) (VF : Corinne Wellong) : Jayna-Zod, mère de Lyta
- Aaron Pierre (VF : Diouc Koma) : Dev-Em (en), second et amant de Jayna

## Épisodes

### Épisode 10:L'Alpha et l'Oméga
- Dans l'introduction de l'épisode, le Général Zod mentionne comme destination de sa flotte d'invasion le Secteur 2814. Dans l'univers de DC Comics, il s'agit du secteur stellaire protégé par Green Lantern et qui inclut la Terre.
- Apparition des paradémons, créatures de Darkseid.
- Dernier épisode de la série à la suite de l'annulation de cette dernière.